# Dirk Schoofs
Dirk Schoofs (Bree, 7 november 1979) is een Belgisch voormalig voetballer. Hij was een middenvelder die het grootste deel van zijn loopbaan onder contract stond bij TOP Oss.
Schoofs was de aanvoerder van TOP Oss.
Schoofs maakte zijn debuut bij TOP Oss op 15 augustus 2003 tegen AGOVV Apeldoorn.
Na de degradatie van FC Oss naar de Topklasse in 2010 is Schoofs teruggekeerd naar België. Daar speelde hij nog voor KVK Tienen en KVV Heusden-Zolder.
Na zijn actieve loopbaan startte Schoofs een sportzaak in Zolder. Momenteel is hij aan de slag bij KRC Genk als hoofd van de scouting cel.

## Carrière
| Seizoen | Club               | Wedstrijden | Doelpunten | Competitie                |
| ------- | ------------------ | ----------- | ---------- | ------------------------- |
| 1998/99 | SK Lommel          | 0           | 0          | Eerste klasse België      |
| 1999/00 | SK Lommel          | 25          | 1          | Eerste klasse België      |
| 2000/01 | SK Lommel          | 31          | 2          | Eerste klasse België      |
| 2001/02 | SK Lommel          | 24          | 0          | Eerste klasse België      |
| 2002/03 | SK Lommel          | 24          | 1          | Eerste klasse België      |
| 2003/04 | TOP Oss            | 34          | 0          | Eerste divisie            |
| 2004/05 | TOP Oss            | 34          | 5          | Eerste divisie            |
| 2005/06 | TOP Oss            | 36          | 5          | Eerste divisie            |
| 2006/07 | TOP Oss            | 34          | 3          | Eerste divisie            |
| 2007/08 | TOP Oss            | 35          | 8          | Eerste divisie            |
| 2008/09 | TOP Oss            | 32          | 0          | Eerste divisie            |
| 2009/10 | FC Oss             | 24          | 1          | Eerste divisie            |
| 2010/11 | KVK Tienen         | 1           | 0          | Tweede klasse België      |
| 2011/12 | KVV Heusden-Zolder | 0           | 0          | Eerste Provinciale België |
| Totaal  | Totaal             | 334         | 26         |                           |